# Silkeborg IF
A Silkeborg IF, teljes nevén Silkeborg Idrætsforening egy dán labdarúgócsapat. Székhelyük Silkeborgban van, jelenleg az első osztályban szerepelnek. A klubot 1917-ben alapították, ezalatt 1 bajnoki címet, 2 kupagyőzelmet és egy Intertotó-kupa-győzelmet szerzett. Hazai mérkőzéseit a 8 500 néző befogadására alkalmas Silkeborg Stadionban játssza.

## Sikerek
- Bajnok: (1)

1993–94
- Kupagyőztes: (2)

2000–01, 2023–24
- Intertotó-kupa-győztes: (1)

1996

## Jelenlegi keret
2024. január 27. szerint.
| #  |     | Poszt | Név                                            |
| -- | --- | ----- | ---------------------------------------------- |
| 1  | DNK | K     | Nicolai Larsen                                 |
| 2  | DNK | V     | Andreas Poulsen (kölcsönben az AaB csapatától) |
| 3  | NOR | V     | Robin Østrøm                                   |
| 4  | DNK | V     | Joel Felix                                     |
| 5  | PER | V     | Oliver Sonne                                   |
| 6  | DNK | KP    | Pelle Mattsson                                 |
| 7  | DNK | CS    | Kasper Kusk                                    |
| 8  | ISL | KP    | Stefán Teitur Þórðarson                        |
| 9  | DNK | CS    | Alexander Lind                                 |
| 11 | DNK | KP    | Fredrik Carlsen                                |
| 13 | DNK | V     | Oscar Fuglsang                                 |
| 14 | DNK | KP    | Mark Brink                                     |
| 15 | DNK | CS    | Asbjørn Bøndergaard                            |

| #  |     | Poszt | Név                                               |
| -- | --- | ----- | ------------------------------------------------- |
| 16 | DNK | K     | Jacob Pryts                                       |
| 17 | NZL | CS    | Callum McCowatt                                   |
| 19 | DNK | V     | Jens Martin Gammelby                              |
| 20 | DNK | KP    | Mads Larsen                                       |
| 21 | DNK | KP    | Anders Klynge                                     |
| 23 | DNK | CS    | Tonni Adamsen                                     |
| 24 | ZAM | V     | Lubambo Musonda (kölcsönben a Horsens csapatától) |
| 25 | SWE | V     | Pontus Rödin                                      |
| 29 | DNK | V     | Frederik Rieper                                   |
| 30 | DNK | K     | Aske Andrésen                                     |
| 40 | DNK | V     | Alexander Busch                                   |
| 41 | DNK | KP    | Oskar Boesen                                      |

## A legutóbbi szezonok
| Szezon    |    | Poz. | Mérk. | Gy | D  | V  | RG | KG | P  | Kupa          | Notes     |
| --------- | -- | ---- | ----- | -- | -- | -- | -- | -- | -- | ------------- | --------- |
| 1996–1997 | 1D | 6    | 33    | 10 | 15 | 8  | 51 | 55 | 45 |               |           |
| 1997–1998 | 1D | 2    | 33    | 17 | 12 | 4  | 55 | 31 | 63 |               |           |
| 1998–1999 | 1D | 9    | 33    | 10 | 14 | 9  | 52 | 53 | 44 |               |           |
| 1999–2000 | 1D | 6    | 33    | 13 | 10 | 10 | 49 | 33 | 49 |               |           |
| 2000–2001 | 1D | 3    | 33    | 15 | 11 | 7  | 49 | 36 | 56 | Győztes       |           |
| 2001–2002 | 1D | 9    | 33    | 8  | 8  | 17 | 41 | 50 | 32 | Negyeddöntő   |           |
| 2002–2003 | 1D | 11   | 33    | 9  | 9  | 15 | 52 | 54 | 36 | 32-es főtábla | Kiesett   |
| ???       |    |      |       |    |    |    |    |    |    |               |           |
| 2004–2005 | 1D | 8    | 33    | 13 | 8  | 12 | 50 | 52 | 47 | 4. kör        |           |
| 2005–2006 | 1D | 8    | 33    | 11 | 6  | 16 | 33 | 50 | 39 | 5. kör        |           |
| 2006–2007 | 1D | 12   | 33    | 5  | 7  | 21 | 34 | 60 | 22 |               | Kiesett   |
| 2007–2008 | 2D | 3    | 30    | 16 | 9  | 5  | 60 | 33 | 57 | 32-es főtábla |           |
| 2008–2009 | 2D | 2    | 30    | 21 | 6  | 3  | 68 | 27 | 69 | 2. kör        | Feljutott |

## Ismertebb edzők
- Viggo Jensen (2002–2006)
- Ebbe Sand (2006–2007)
- Peder Knudsen (2007–2008)
- Troels Bech (2009–2012)

## Külső hivatkozások
- Hivatalos weboldal
- SIFosis - hivatalos szurkolói oldal